# 안 (중국 성씨)
안(安, 顔)은 중국의 성씨이다.

## 安
안(安)씨 중국 성씨로 계통이 소수 민족 포함하여 10가지 정도의 계통이 있다. 중국에서는 우즈베키스탄/위구르족 지역을 안식국으로 불러 이 지역 사람들이 안씨가 되었지만 계별적으로 출신은 다르다. 당나라 무렵에 소그디아 안에는 안(安)국과 강(康)국이 있었다. 안씨에는 북위 선비족도 계통도 있으며, 선비 복성 가운데도 안지(安迟)라는 성이 있어서 줄였다고 한다.
- 안세고(安世高)는 한나라 무렵에 파르티아/우즈베키스탄 왕족의 출신 승려로 후한에서 불교를 전파하였다.
- 안현(安玄)은 안세고을 따라 온 승려 인데 안국 출신이라 안씨가 되었지만, 안세고와 같은 가계는 아니다.
- 안지(安迟)는 북위 선비족 복성이다.
- 안연언(安延偃)은 당나라 현종 때 소그디아 출신의 이란계 무장이다. 안록산의 양아버지이다.
- '안록산" 당나라시절 안사의난을 일으킨 군사무장인 안록산(安祿山)의 친부는 소그디아 강(康)국 출신으로는 소그드인 강씨였다. 안연언의 양아들이 되어 안씨가 되었다. 어머니는 돌궐족이다.
- 안중회(安重誨)는 후당의 총리였다. 후당 황제 이종후, 군권을 맡은 주홍소(朱弘昭)는 위구르족 출신이었다. 안중회 가문은 이종후와 주사적심과 가까운 인척 관계이다. 중국 기록에 의하면 설연타/셀렝가 출신의 위구르족 들이 당나라에 귀화하여 안씨가 되었다고 한다.
- 중국 소수 민족 이족이 명나라 때 안씨로 창성하였다.
- 청나라 때 몽골족과 다우르족이 안씨로 병경하였다.
- 기타 당나라 때 선비족으로 전하는 해인(奚人)이라는 사람이 안씨로 변성했다고 한다. 또한 안씨에는 출신을 알 수 없는 외국 사람도 많다고 한다.

## 顔
안(顔)씨는 공자의 제자였던 안회(顔回)에 연원을 둔다. 인물로는 후한 때 원소 진영의 무장 안량, 당 현종 때 서예가 안진경(顔眞卿)이 있다. 안진경(顔眞卿)은 당나라 현종 때안녹산(安祿山)의 반란을 방어하였다. 이들은 당나라 리왕조와 매우 친화적인 가문이다.

## 같이 보기
- 安姓
- 顏姓